# Tuchfabrik Schneider & Duch

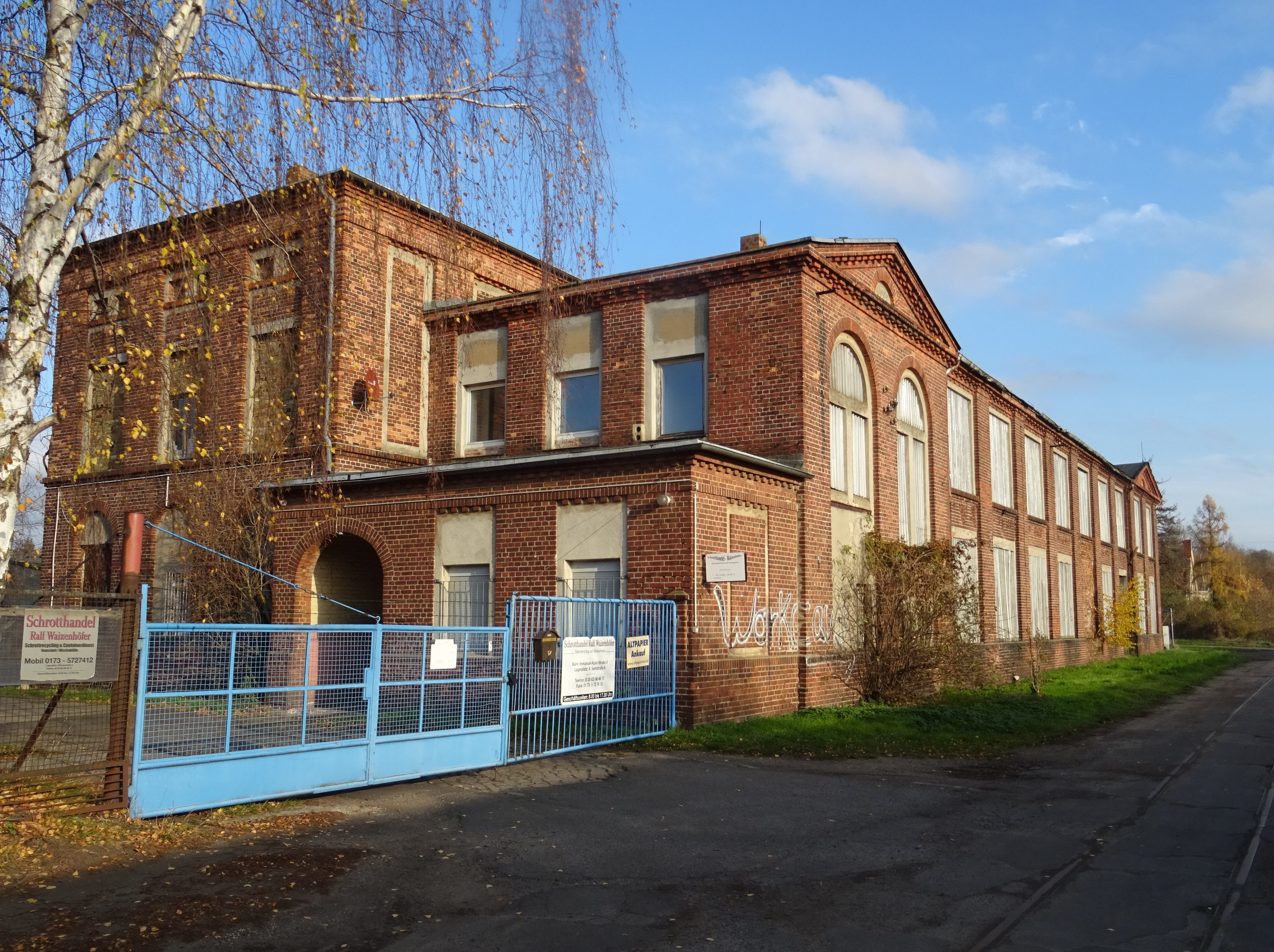
Tuchfabrik Schneider & Duch (2019)

Die Tuchfabrik Schneider & Duch hatte ihren Firmensitz in der Alsenstraße 6 in der Stadt Forst (Lausitz) im heutigen Landkreis Spree-Neiße in Brandenburg. Ihr damaliges Fabrikgebäude ist ein eingetragenes Baudenkmal in der Denkmalliste des Landes Brandenburg.

## Geschichte und Architektur
Das Fabrikgebäude wurde in den Jahren 1922 und 1923 durch das Bauunternehmen von August Riemeyer für die Firma Schneider & Duch errichtet. Die Büroräume wurden 1926 umgebaut. Nach der Einstellung des Betriebs wurde die ehemalige Spinnerei im Erdgeschoss erst von einer Waffelfabrik, später als Getreidespeicher und heute von einem Schrotthändler genutzt. Der größte Teil der ehemaligen Fabrikanlage steht seitdem leer.
Das Gebäude ist ein zweigeschossiges Bauwerk aus rotbraunem Klinkermauerwerk mit zwölf zu sieben Achsen und einem flachen Satteldach. Entlang der Alsenstraße hat das Gebäude zweiachsige Eckrisalite mit Dreiecksgiebeln, darin in halbrunden Feldern die Jahreszahl 1922. Zwischen den Risaliten befanden sich in beiden Geschossen große rechteckige Industriefenster mit vierfeldigen Metallrahmen. Die meisten der Fenster wurden inzwischen entfernt und mit Holzplatten verblendet. Die südöstliche Gebäudeecke ist zweiachsig abgerundet. Im Erdgeschoss ist die Fassade durch ein Sohlbankgesims gegliedert, weitere Fassadenelemente sind Traufgesimse mit Zinnenfries und vertikale Wandvorlagen.
Westlich schließt das Gebäude mit einem kleinen eingeschossigen Anbau mit dem rundbogigen Eingang und dem Pförtnerhäuschen ab. Dahinter befindet sich ein den Hauptbau überragender Anbau mit drei Achsen, rundbogigen Fenstern im Erdgeschoss und rechteckigen Fenstern im Obergeschoss mit den sanitären Anlagen und den Kontorräumen. Nördlich erstreckt sich ein Schleppdach als Unterstand und Lagerplatz über die gesamte Gebäudebreite. Das Treppenhaus ist eine freitragende Betonkonstruktion. Die Hallen werden von gusseisernen Stützen getragen. Im Obergeschoss der Fabrikanlage sind noch Teile einer pneumatischen Förderanlage aus der Zeit der Nutzung als Getreidespeicher vorhanden. Der Hof wird im Norden durch eingeschossige Remisen und Werkstätten mit Pultdächern begrenzt.